# Tymczasowa Komisja Koordynacyjna NSZZ „Solidarność”

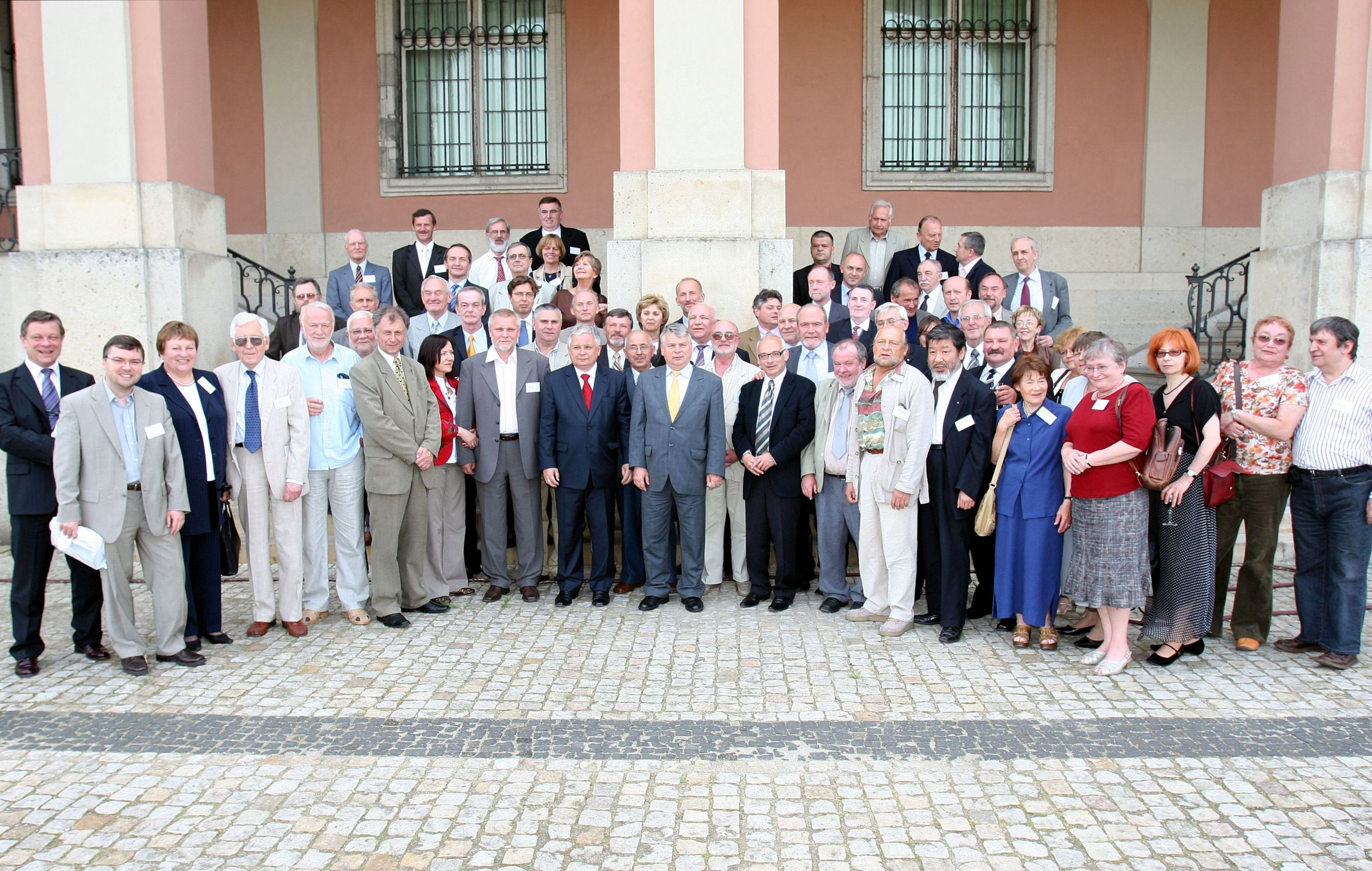
Uczestnicy konferencji poświęconej 25. rocznicy utworzenia Tymczasowej Komisji Koordynacyjnej NSZZ „Solidarność” na Zamku Królewskim w Warszawie. W środku Lech Kaczyński i Bogdan Borusewicz (2007)

Tymczasowa Komisja Koordynacyjna NSZZ „Solidarność” (TKK) – podziemny organ koordynujący działalność regionalnych struktur zdelegalizowanej „Solidarności” w stanie wojennym, utworzony 22 kwietnia 1982.
TKK tworzyli: Zbigniew Bujak (Region Mazowsze), Bogdan Lis (Region Gdańsk), Władysław Frasyniuk (Region Dolny Śląsk), Władysław Hardek (Region Małopolska).
W pierwszych oświadczeniach TKK wyraziła gotowość podjęcia negocjacji z władzą po zwolnieniu wszystkich internowanych oraz po ogłoszeniu amnestii dla aresztowanych i skazanych. Zapowiedziała także, że na delegalizację Związek odpowie strajkiem generalnym.
Z TKK współpracowały komitety koordynacyjne utworzone w wielu regionach Polski. Tuż po powstaniu TKK, w Gdańsku utworzono Regionalny Komitet Koordynacyjny (na czele z Bogdanem Borusewiczem i Aleksandrem Hallem). W Brukseli powstało również przedstawicielstwo zagraniczne. Współpracownikami TKK byli też m.in. Henryk Wujec, Jerzy Buzek, Antoni Stawikowski, Ryszard Musielak, Zdzisław Najder, Józef Pinior, Lech Kaczyński i inni liderzy regionalnych oddziałów podziemnej „S”.
25 października 1987 roku na wspólnym posiedzeniu TKK „S” i Tymczasowej Rady NSZZ „S” powołano jednolite kierownictwo – Krajową Komisję Wykonawczą NSZZ „S”, w skład której weszli członkowie TKK. Komisja stała się jawną władzą „Solidarności”.
23 maja 2007 na Zamku Królewskim w Warszawie odbyły się uroczystości związane z 25-leciem powstania TKK zorganizowane przez Marszałka Senatu Bogdana Borusewicza pod patronatem prezydenta Lecha Kaczyńskiego.